# Lübow
Lübow er en kommune i Landkreis Nordwestmecklenburg i delstaten Mecklenburg-Vorpommern i Tyskland. Kommunen administreres af Amt Dorf Mecklenburg-Bad Kleinen med hjemsted i Dorf Mecklenburg kommune.

## Geografi
Kommunen Lübow ligger i et let kuperet terræn, der skråner ned mod Wismar-bugten, direkte på Wismars sydøstlige bygrænse.
Lübow er omgivet af nabosamfundene Hornstorf i nord, Zurow i nordøst, Jesendorf i sydøst, Ventschow i syd, Hohen Viechel i sydvest, Dorf Mecklenburg i vest og Wismar i nordvest.
Bebyggelserne Greese, Levetzow (95 indbyggere), Maßlow, Schimm, Tarzow, Triwalk og Wietow hører til Lübow.

## Historie

### Lubow
I 1192 blev den oprindeligt slaviske bosættelse første gang nævnt som de Lubowe i et dedikationsdokument fra Doberan Kloster. I sin tidligste fortid omtales Lübow også som hovedbyen nær borglandsbyen Mecklenburg (de) og som "oldstaden Mecklenburg". I 1711 fandt slaget ved Lübow sted.
Ud over landbruget spillede håndværk tidligt en rolle. Skolen blev dokumenteret i 1756.
Den 7. juni 2009 blev den tidligere selvstændige kommune Schimm med distrikterne Maßlow og Tarzow indlemmet i Lübow.

## Politik

### Kommunalbestyrelse og borgmester
Kommunalbestyrelsen består (inkl. borgmester) af 12 medlemmer. Seneste valg til kommunalbestyrelsen var den 26. maj 2019.
Borgmesteren i kommunen er Angela Markewiec, hun var 82,89 % af stemmerne valgt.

## Transport
På grund af sin nærhed til hansestaden og havnebyen Wismar, er kommunen blevet et attraktivt sted at bo i de senere år. Der er blevet udvundet grus i Tarzow-distriktet i mange år.
I den nordlige del af Lübow ligger Wismar-motorvejskryds (A 20 og A 14) og på forbindelsesvejen mellem Wismar og Jesendorf. Den nærmeste togstation ligger i den nærliggende Dorf Mecklenburg (jernbanelinjen Schwerin - Wismar).